# Serra Pelada
Serra Pelada egy brazil falu Pará államban. A falu mellett egy aranybánya működött 1980 és 1986 között. Sebastião Salgado megdöbbentő fotósorozata és Godfrey Reggio Powaqqatsi (1988) című dokumentumfilmje tette ismertté a világ számára az embertelen körülmények között kézi erővel dolgozó, több, mint százezerre becsült munkások számát. Ez volt a bolygó legnagyobb bányája.

## Története
1979 januárjában Genésio Ferreira da Silva farmján 6 grammos aranyrögöt találtak gyerekek a folyóban. A farmer felbérelt egy geológust, aki feltételezte, hogy a farm egy aranylelőhelyen fekszik. A hét végére ezrek kezdték el keresni az aranyat, öt hét múlva tízezren voltak. A legnagyobb rög, amit itt találtak, 6,8 kilogramm volt.
Az egyre növekvő falut a környékről kézzel összegyűjthető anyagokból épült kunyhók, sátrak jelentették. A munkásokat kizsákmányoló tulajdonosok miatt a hadsereg vette át a bánya irányítását. A kaotikus állapotok közepette rengeteg volt a baleset, és havonta 60-80 felderítetlen gyilkosság történt. Az arany kitermelésének folyamatában a higany túlzott felhasználása miatt a bánya körüli területek veszélyesen szennyezettnek minősültek. A bánya környékén halat fogyasztó emberek higanyszintje megemelkedett.

## Fordítás
Ez a szócikk részben vagy egészben  a   Serra Pelada című angol Wikipédia-szócikk fordításán alapul.  Az eredeti cikk szerkesztőit annak laptörténete sorolja fel. Ez a jelzés csupán a megfogalmazás eredetét és a szerzői jogokat jelzi, nem szolgál a cikkben szereplő információk forrásmegjelöléseként.